# Монтокский монстр

Фотография туши, появившаяся в июле 2008 года

Монтокский монстр — неопознанное существо, труп которого прибило к берегу на пляже в деловом районе Монток, Нью-Йорк, США, в июле 2008 года.

## Идентификация
Определение видовой принадлежности существа и правдивость историй, связанных с его находкой, вызвали множество споров и спекуляций в прессе. Неизвестно, что в итоге случилось с тушей. Никогда не сообщалось о том, чтобы предпринимались попытки восстановить или исследовать труп животного. Палеозоолог Даррен Наиш изучив единственную имеющуюся фотографию, на основании формы зубов и передних лап пришёл к выводу что «существо» является трупом енота, а его странный внешний вид объясняется разложением тела и действием воды, из-за чего труп лишился почти всей шерсти и части плоти. Джефф Корвин, биолог и участник движения по охране природы, также опознал тушу как енота в интервью Fox News Channel.